# Orientopius malaysiae
Orientopius malaysiae är en stekelart som beskrevs av Fischer 1996. Orientopius malaysiae ingår i släktet Orientopius och familjen bracksteklar. Inga underarter finns listade i Catalogue of Life.